# Francesco Sini
Pas d'image ? Cliquez ici
Francesco Sini, né le 3 octobre 1980 à Fano est un pilote automobile italien. En 2009, il participe au championnat Le Mans Series avec Kruse Schiller Motorsport et Bruichladdich Bruneau dans la catégorie LMP2. Depuis 2014, il participe régulièrement aux manches de l'Italian GT (en) et de l'International GT Open. Il remporte le titre pilote de l'Euro V8 Series avec Solaris Motorsport cette même année.

## Carrière
À l'âge de 9 ans, il pilote en Mini kart 60 et remporte ses premières victoires en championnat régional. Il commence la compétition automobile en 1998 avec le Drumel Motorsport qui le titularise en Formule Campus.
En juillet 2008, il participe à une séance d'essais privés au volant de la Lola-Mazda de Kruse Schiller Motorsport en vue d'une participation au championnat Le Mans Series.
En 2009, il s'engage dans le championnat Le Mans Series dans la catégorie LMP2, où il court pour deux écurie différentes : Bruichladdich Bruneau et Kruse Schiller Motorsport.
En 2012, au Mugello, Francesco Sini remporte sa première course en Superstars International Series (en) avec Solaris Motorsport.
En mai 2014, il remporte la première course de la manche de Vallelunga du championnat Euro V8 Series (en) au volant d'une Chevrolet Camaro de exploitée par Solaris Motorsport. En octobre, il pilote la Chevrolet Camaro à Monza dans le cadre de l'International GT Open.
L'année suivante, il est titulaire pour piloter la Chevrolet Corvette C6 GT3-R (de) de Solaris en Italian GT (en),.
En octobre 2016, il pilote l'Aston Martin V12 Vantage GT3 de Solaris Motorsport en compagnie de Jody Fannin pour la dernière manche de l'International GT Open qui a lieu à Barcelone,. il obtient un podium lors de cette manche. L'année suivante, il pilote à nouveau pour le compte de Solaris en GT Open et fait équipe avec Mauro Calamia (en).